# Мельник Валентин Іванович
Валентин Іванович Мельник (нар. 28 грудня 1968, Салькове, Гайворонський район, Кіровоградська область, Українська РСР) — український педагог, тренер з підготовки учнів до Всеукраїнських та Міжнародних олімпіад з інформатики.

## Життєпис
1994 року закінчив Кіровоградський державний педагогічний інститут.
Працював вчителем інформатики в Ліцеї інформаційних технологій Олександрійської міської ради.
З 2012 року працює у Кременчуцькому педагогічному коледжі імені А. С. Макаренка, ліцеї «Політ» при педколеджі та Кременчуцькому національному університеті імені Михайла Остроградського.

## Професійні досягнення
На конкурсі «Олександрієць року — 2002» був лауреатом у номінації «Талант Олександрії в галузі освіти».
З 2003 року В. І. Мельник працює в Ліцеї інформаційних технологій Олександрійської міської ради Кіровоградської області, де надає перевагу проблемно-пошуковому методу навчання, використовує різноманітні інтерактивні форми роботи, активізує розумову та пізнавальну діяльність учнів. Протягом 1990-х років деякий час пробував застосовувати проєктні технології навчання. Проблема науково-дослідницької роботи вчителя є «Робота з обдарованими дітьми у різновікових групах». Система роботи з підготовки обдарованих дітей до участі в олімпіадах різного рівня є сформованою і цілеспрямованою.
Досвід Валентина Івановича узагальнений Кіровоградським обласним інститутом післядипломної педагогічної освіти імені Василя Сухомлинського. Учитель є автором низки навчальних посібників: «Форми та методи організації навчально- пізнавальної діяльності обдарованих учнів», «Інформатика. Олімпіадні задачі з розв'язками», «Числа Фібоначчі та їх застосування при розв'язуванні задач» та інше.
У квітні 2006 року стає переможцем Всеукраїнського конкурсу «Учитель року — 2006» в номінації «Інформатика». Індикатором роботи є досягнення учнів, які є постійними переможцями III та IV етапів Всеукраїнських предметних олімпіад з інформатики. З 2006 року постійні переможці Міжнародної олімпіади з інформатики, Всеукраїнської відкритої Інтернет-олімпіади, Міжнародної Інтернет-олімпіади (Любек, Німеччина) та інших змагань зі спортивного програмування.
У 2021 році Валентин Мельник першим із учителів Полтавської області отримав звання «Народний вчитель України».
| Навчальний рік | Диплом І ступеня | Диплом ІІ ступеня | Диплом ІІІ ступеня |
| 2001-2002      | 2                | 1                 | 0                  |
| 2002-2003      | 0                | 1                 | 1                  |
| 2003-2004      | 0                | 1                 | 2                  |
| 2004-2005      | 0                | 2                 | 2                  |
| 2005-2006      | 3                | 1                 | 4                  |
| 2006-2007      | 3                | 1                 | 1                  |
| 2007-2008      | 2                | 2                 | 4                  |
| 2008-2009      | 2                | 1                 | 5                  |
| 2009-2010      | 3                | 2                 | 2                  |
| 2010-2011      | 4                | 5                 | 1                  |
| 2011-2012      | 3                | 4                 | 5                  |
| 2012-2013      | 2                | 3                 | 4                  |
| 2013-2014      | 2                | 3                 | 6                  |
| 2014-2015      | 3                | 3                 | 5                  |
| 2015-2016      | 4                | 3                 | 2                  |
| 2016-2017      | 2                | 4                 | 6                  |
| 2017-2018      | 3                | 7                 | 4                  |
| 2018-2019      | 2                | 7                 | 8                  |
| 2019-2020      | 4                | 3                 | 8                  |

| Рік  | Місце проведення | Учасник                                                                         | Результат                                                 |
| 2006 | Мексика, Мерида The 18th International Olympiad in Informatics [Архівовано 17 травня 2014 у Wayback Machine.]              | Сімоненко Владислав                                                             | Срібна медаль                                             |
| 2007 | Хорватія, Загреб The 18th International Olympiad in Informatics [Архівовано 24 жовтня 2007 у Wayback Machine.]             | Джуманіязов Рустам Сімоненко Руслан                                             | Бронзова медаль                                           |
| 2008 | Єгипет, Каїр | Джуманіязов Рустам Сімоненко Руслан                                             | Учасник Срібна медаль                                     |
| 2009 | Болгарія, Пловдив The 21th International Olympiad in Informatics                                                           | Паламарчук Степан                                                               | Срібна медаль                                             |
| 2010 | Канада, Ватерлоо The 22th International Olympiad in Informatics [Архівовано 28 серпня 2008 у Wayback Machine.]             | Нагін Сергій Лавриненко Марк                                                    | Учасник Бронзова медаль                                   |
| 2011 | Таїланд, Паттайя The 23th International Olympiad in Informatics                                                            | Нагін Сергій                                                                    | Срібна медаль                                             |
| 2012 | Італія, Монтік'ярі, Сірміоне The 24th International Olympiad in Informatics [Архівовано 14 жовтня 2012 у Wayback Machine.] | Нагін Сергій Фурко Роман Рубаненко Роман                                        | Золота медаль Бронзова медаль                             |
| 2013 | Австралія, Брисбен The 25th International Olympiad in Informatics [Архівовано 12 квітня 2013 у Wayback Machine.]           | Фурко Роман Рубаненко Роман                                                     | Срібна медаль Бронзова медаль                             |
| 2014 | Республіка Китай, Тайбей The 26th International Olympiad in Informatics                                                    | Омеляненко Андрій                                                               | Учасник                                                   |
| 2015 | Казахстан, Алмати The 27th International Olympiad in Informatics [Архівовано 22 червня 2015 у Wayback Machine.]            | Міхно Марк Качур Роман                                                          | Срібна медаль Срібна медаль                               |
| 2016 | Росія, Казань The 28th International Olympiad in Informatics[недоступне посилання з липня 2019]                            | Ципко Антон                                                                     |                                                           |
| 2017 | Іран, Тегеран The 29th International Olympiad in Informatics [Архівовано 29 вересня 2018 у Wayback Machine.]               | Ципко Антон Деньга Назарій                                                      | Золота медаль Учасник                                     |
| 2017 | Болгарія, Софія First European Junior Olympiad in Informatics [Архівовано 1 квітня 2022 у Wayback Machine.]                | Мельник Софія Деньга Назарій Нікітенко Максим                                   | Золота медаль Срібна медаль                               |
| 2018 | Цукуба, Японія The 30th International Olympiad in Informatics [Архівовано 2 березня 2022 у Wayback Machine.]               | Смельський Данило Мельник Софія Деньга Назарій                                  | Золота медаль Срібна медаль                               |
| 2019 | Братислава, Словаччина CEOI 2019 [Архівовано 1 липня 2019 у Wayback Machine.]                                              | Мельник Софія Деньга Назарій Зуб Максим Куц Андрій                              | Срібна медаль Срібна медаль Бронзова медаль Золота медаль |
| 2019 | Азербайджан, Баку The 31th International Olympiad in Informatics [Архівовано 8 квітня 2019 у Wayback Machine.]             | Мельник Софія Деньга Назарій Зуб Максим Куц Андрій                              | Срібна медаль Золота медаль Бронзова медаль Срібна медаль |
| 2020 | Латвія The 26th Baltic Olympiad in informatics [Архівовано 6 серпня 2020 у Wayback Machine.]                               | Мельник Софія Куц Андрій Навер Олег Фомюк Артем Гришечкін Тихон                 | Золота медаль Золота медаль Бронзова медаль               |
| 2020 | Грузія, Тбілісі The 4th European Junior Olympiad in Informatics [Архівовано 5 січня 2022 у Wayback Machine.]               | Навер Олег                                                                      | Золота медаль, абсолютний переможець                      |
| 2020 | Сінгапур The 32th International Olympiad in Informatics [Архівовано 12 серпня 2021 у Wayback Machine.]                     | Мельник Софія Навер Олег                                                        | Срібна медаль Срібна медаль                               |
| 2021 | Німеччина The 27th Baltic Olympiad in informics [Архівовано 6 серпня 2020 у Wayback Machine.]                              | Навер Олег Тур Максим Фомюк Артем Гришечкін Тихон Татарінова Юлія Колісник Ілля | Золота медаль Срібна медаль Бронзова медаль               |
| 2021 | Швейцарія, Цюрих 1st European Girls' Olympiad in Informatics [Архівовано 28 вересня 2021 у Wayback Machine.]               | Татарінова Юлія                                                                 | Срібна медаль                                             |
| 2021 | Румунія, Плоєшті The 5th European Junior Olympiad in Informatics [Архівовано 9 вересня 2021 у Wayback Machine.]            | Козловський Олександр Потьомкіна Аліса Столітній Андрій                         | Срібна медаль Бронзова медаль                             |
| 2021 | Сінгапур The 33th International Olympiad in Informatics [Архівовано 21 липня 2021 у Wayback Machine.]                      | Навер Олег Тур Максим                                                           | Золота медаль Учасник                                     |
| 2022 | Німеччина The 28th Baltic Olympiad in informics [Архівовано 15 червня 2022 у Wayback Machine.]                             | Навер Олег Янушевський Роман Филипюк Андрій Козловський Олександр Пилаєв Ігор   | Золота медаль Золота медаль Бронзова медаль               |
| 2022 | Вараждин, Хорватія CEOI 2022                                                                                               | Потьомкіна Аліса                                                                | Срібна медаль                                             |
| 2022 | Індонезія The 34th International Olympiad in Informatics                                                                   | Янушевський Роман Навер Олег                                                    | Золота медаль Золота медаль                               |
| 2022 | Румунія Junior Balkan Olympiad in Informatics                                                                              | Потьомкіна Аліса Гуз Назар                                                      | Золота медаль Золота медаль                               |
| 2022 | Україна, Київ The 6th European Junior Olympiad in Informatics                                                              | Потьомкіна Аліса Терещенко Денис Волочай Роман                                  | Золота медаль Золота медаль Бронзова медаль               |
| 2022 | Туреччина, Анталія The 2th European Girls' Olympiad in Informatics                                                         | Потьомкіна Аліса Татарінова Юлія                                                | Золота медаль Золота медаль                               |
| 2023 | Данія The 29th Baltic Olympiad in informics]                                                                               | Столітній Андрій Козловський Олександр                                          | Бронзова медаль Учасник                                   |
| 2023 | Швеція, Лунд European Girls' Olympiad in Informatics 2023                                                                  | Потьомкіна Аліса                                                                | Золота медаль                                             |
| 2023 | Угорщина, Сегед The 35th International Olympiad in Informatics                                                             | Столітній Андрій Потьомкіна Аліса                                               | Срібна медаль Срібна медаль                               |
| 2024 | Литва, Вільнюс The 30th Baltic Olympiad in informics                                                                       | Ігнат Жаріхін Максим Шведченко Денис Терещенко Кирило Реденський Ілля Пермяков  | Золота медаль Срібна медаль Бронзова медаль               |
| 2024 | CEOI 2024 31ST CENTRAL-EUROPEAN OLYMPIAD IN INFORMATICS (CEOI 2024 – Brno, Czechia)                                        | Максим Шведченко Ілля Пермяков Ігнат Жаріхін Денис Терещенко                    | Срібна медаль Срібна медаль Бронзова медаль               |
| 2024 | Нідерланди, Ейндховен The 3th European Girls' Olympiad in Informatics                                                      | Дарʼя Перекопська Ксенія Стрельбицька Вікторія Лаврова                          | Золота медаль Срібна медаль Учасник                       |
| 2024 | Кишинів, Молдова The 5th European Junior Olympiad in Informatics                                                           | Максим Шведченко Дар’я Перекопська Дмитро Страхаль Ксенія Стрельбицька          | Золота медаль Золота медаль Срібна медаль                 |
| 2024 | Александрія, Єгипет The 36th International Olympiad in Informatics                                                         | Денис Терещенко Ілля Пермяков Ігнат Жаріхін Максим Шведченко                    | Срібна медаль Срібна медаль Бронзова медаль               |

## Відзнаки
- Орден «За заслуги» I ст. (27 червня 2019) — за значний внесок у соціально-економічний, культурно-освітній розвиток Української держави, багаторічну сумлінну працю та вагомі професійні здобутки[3]
- Орден «За заслуги» II ст. (4 жовтня 2015) — за значний особистий внесок у розвиток національної освіти, підготовку кваліфікованих фахівців, багаторічну плідну педагогічну діяльність та високий професіоналізм[4]
- Орден «За заслуги» III ст. (29 вересня 2010) — за значний особистий внесок у розвиток національної освіти, підготовку кваліфікованих фахівців, багаторічну плідну наукову і педагогічну діяльність, високий професіоналізм[5]
- Звання «Народний вчитель України» (1 жовтня 2021) — за значний особистий внесок у розвиток національної освіти, підготовку кваліфікованих фахівців, багаторічну плідну педагогічну діяльність та високий професіоналізм[6]
- Звання «Заслужений вчитель України» (25 вересня 2006) — за вагомий особистий внесок у розвиток національної освіти, забезпечення високого рівня освітньої підготовки учнів[7]
- Відзнака Президента України — ювілейна медаль «20 років незалежності України» (1 грудня 2011) — за вагомий особистий внесок у соціально-економічний і культурний розвиток України, вагомі досягнення у професійній діяльності, багаторічну сумлінну працю та з нагоди річниці підтвердження всеукраїнським референдумом 1 грудня 1991 року Акта проголошення незалежності України[8]
- Почесна грамота Верховної Ради України
- Нагрудний знак «Василь Сухомлинський»